# Чемпионат малых стран Европы по волейболу среди женщин 2019
15-й чемпионата малых стран Европы по волейболу среди женщин (чемпионат Ассоциации малых стран) прошёл с 10 по 12 мая 2019 года в Люксембурге (Люксембург) с участием 6 национальных сборных команд. Чемпионский титул выиграла сборная Люксембурга.

## Команды-участницы
- Гренландия
- Ирландия
- Люксембург
- Северная Ирландия
- Фарерские острова
- Шотландия

## Формула розыгрыша
Турнир состоял из предварительного этапа и плей-офф. На предварительной стадии команды были разделены на две группы, По две лучшие из групп вышли в плей-офф и далее разыграли призовые места.

## Результаты

### Предварительный этап

#### Группа А
| М | Команда           | 1   | 2   | 3   | И | В | П | С/П | О |
| - | ----------------- | --- | --- | --- | - | - | - | --- | - |
| 1 | Люксембург        |     | 3:0 | 3:0 | 2 | 2 | 0 | 6:0 | 6 |
| 2 | Северная Ирландия | 0:3 |     | 3:1 | 2 | 1 | 1 | 3:4 | 3 |
| 3 | Гренландия        | 0:3 | 1:3 |     | 2 | 0 | 2 | 1:6 | 0 |

10 мая
Северная Ирландия — Гренландия 3:1 (31:29, 15:25, 25:21, 25:15); Люксембург — Северная Ирландия 3:0 (25:10, 25:4, 25:10).
11 мая
Люксембург — Гренландия 3:0 (25:8, 25:10, 25:14).

#### Группа В
| М | Команда           | 1   | 2   | 3   | И | В | П | С/П | О |
| - | ----------------- | --- | --- | --- | - | - | - | --- | - |
| 1 | Шотландия         |     | 3:0 | 3:0 | 2 | 2 | 0 | 6:0 | 6 |
| 2 | Фарерские острова | 0:3 |     | 3:0 | 2 | 1 | 1 | 3:3 | 3 |
| 3 | Ирландия          | 0:3 | 0:3 |     | 2 | 0 | 2 | 0:6 | 0 |

10 мая
Фарерские острова — Ирландия 3:0 (25:17, 25:16, 25:22); Шотландия — Ирландия 3:0 (25:16, 25:18, 25:23).
11 мая
Шотландия — Фарерские острова 3:0 (25:17, 25:22, 25:17).

### Матч за 5-е место
12 мая
Ирландия — Гренландия 3:0 (25:15, 25:23, 25:18).

### Плей-офф

#### Полуфинал
11 мая
Шотландия — Северная Ирландия 3:0 (25:14, 25:16, 25:9).
Люксембург — Фарерские острова 3:2 (25:21, 25:23, 19:25, 23:25, 15:7).

#### Матч за 3-е место
12 мая
Фарерские острова — Северная Ирландия 3:0 (25:11, 25:13, 25:11).

#### Финал
12 мая
Люксембург — Шотландия 3:1 (23:25, 26:24, 27:25, 25:21).

## Итоги

### Положение команд
| Люксембург           |
| Шотландия            |
| Фарерские острова    |
| 4. Северная Ирландия |
| 5. Ирландия          |
| 6. Гренландия        |

### Призёры
Люксембург: Марлен да Коста Батиста, Бетти Хоффман, Синди Шнайдер, Натали Браас, Изабель Фриш, Камиль Эсселин, Яна Феллер, Мари-Лу Боллендорф, Ноа Райланд, Марис Велш, Лена Вагнер, Сара Вольф, Кристель Николай, Жюли Тесо. Главный тренер — Херман Флеминкс.
  Шотландия: Мхэри Агню, Николь Рэмедж, Хлоя Разерфорд, Карли Маррей, Рэчел-Мэри Моррисон, Лора Макриди, Эмма Уэлди, Саманта Фаулер, Элен Кравчик, Шона Фрэзер, Кэтрин Барбур, Рэвин Гилл. Главный тренер — Гэл Кравчик. 
  Фарерские острова: Хильда Мортенсен, Янна Фолькворд, Бара Якобсен, Барбара Поульсен, Солей Поульсен, Эва Нагата, Ханна Ольсен, Аня Даниэльсен, Анна Ларсен, София Сплидт, Сирио Антониссен, Сусанна Людвик, Ханна Бископсто. Главный тренер — Ларс Энгель.